# Christ Community Church
La Christ Community Church (littéralement l'« Église communautaire du Christ »), anciennement appelée la Christian Catholic Church (« Église catholique chrétienne ») et la Christian Catholic Apostolic Church (« Église apostolique catholique chrétienne ») est une association internationale chrétienne évangélique d'églises pentecôtistes fondée à Zion aux États-Unis en 1896 par John Alexander Dowie (en). Les membres de l'Église sont parfois appelés zionites.

## Histoire
La Christ Community Church a été fondée en 1896 à Zion en Illinois par John Alexander Dowie (en). La ville de Zion avait également été fondée par John Alexander Dowie en tant que communauté religieuse basée sur les principes du Royaume de Dieu. Au fil des années, il y a eu plusieurs changements au sein de l'Église. John Alexander Dowie était un guérisseur populaire et créa l'Église ainsi que la communauté de Zion avec des idéaux utopiques. Sous Wilbur Glenn Voliva (en), le successeur de Dowie, l'Église fut connue pour son adhésion à la cosmologie de la Terre plate. La succession de pasteurs après Voliva a rapproché l'Église du courant dominant de la doctrine protestante. Au début du XXe siècle, l'Église catholique chrétienne était répandue au travers du monde. Sa revue, The Leaves of Healing, était distribuée aux États-Unis, en Australie, en Europe et en Afrique australe.
En 1989,  le mouvement avait 20 000 adhérents.
Les Églises zionistes d'Afrique australe tracent leur héritage spirituel à l'Église catholique chrétienne de Dowie.